# 염계달
염계달(廉季達, ? ~ ?)은 조선 왕조 순조·헌종·철종 등 3대에 걸친 판소리 명창이다. 8명창의 한 사람이다.
경기도 여주에서 태어났다. 어려서 가세가 빈곤하여 절에서 유리걸식하며 판소리 공부에 전념하였다. 명창으로 이름이 높아지자 헌종의 어전(御前)에서 가창(歌唱)하여 동지직(同知職)을 제수(除授)받았다.
춘향가를 잘하였고 판소리에 경드름을 넣는 방법을 창제하였다. 그의 더늠 은 춘향가의 그네타는 대목, 십장가, 돈타령, 수궁가에서 토끼가 자라에게 욕하는 대목 등이 전해지고 있다.